# Carroll (Iowa)
Carroll – miasto w Stanach Zjednoczonych, w stanie Iowa, ośrodek administracyjny hrabstwa Carroll.

## Demografia
Według spisu z 2000 roku, liczyło 10 106 mieszkańców i zajmowało powierzchnię 14,3 km². W 2023 roku liczba mieszkańców minimalnie wzrosła do 10 163 osób, a zajmowana powierzchnia zwiększyła się do 14,86 km².

## Nazwa
Nazwa miasta jest na cześć Charlesa Carrolla, jednego z sygnatariuszy Deklaracji Niepodległości.